# مریم شدید
مریم شدید (انگلیسی: Merieme Chadid؛ زادهٔ ۱۱ اکتبر ۱۹۶۹ در کازابلانکا) یک ستاره‌شناس، کاوشگر و اخترفیزیک‌دان مراکشی-فرانسوی است. او برنامه‌های علمی قطبی بین‌المللی را رهبری می‌کند و متعهد به نصب یک رصدخانه نجومی بزرگ در قلب قطب جنوب بوده است.

## تحصیلات و اوایل زندگی
شدید در ۱۱ اکتبر ۱۹۶۹ در کازابلانکا در یک خانواده مراکشی متولد شد. پدر و مادرش به ترتیب آهنگر و خانه‌دار بودند. او یکی از هفت فرزند خانواده بود. در ۱۲ سالگی، عشق خود به نجوم را با خواندن کتابی از یوهانس کپلر که برادرش به او هدیه داده بود کشف کرد. در سال ۱۹۹۲، شدید از دانشگاه حسن دوم کازابلانکا با مدرک کارشناسی ارشد در فیزیک و ریاضیات فارغ‌التحصیل شد. در سال ۱۹۹۳، او از دانشگاه نیس سوفیا آنتیپولیس مدرک مطالعات پیشرفته گرفت و سه سال بعد دکترای خود را در نجوم و فضا از دانشگاه پل ساباتیر برای تحقیقاتش در مورد تشخیص امواج شوک مافوق صوت در ستاره‌های تپنده و توضیح منشأ آنها دریافت کرد. او همچنین بالاترین مدرک دانشگاهی HDR، معادل دکترای دوم، را از دانشگاه نیس سوفیا-آنتیپولیس کسب کرد. شدید چندین برنامه آموزشی اجرایی را نیز در مدرسه دولتی جان اف. کندی دانشگاه هاروارد تکمیل کرد.

## حرفه
مریم شدید پس از اخذ دکترا به مرکز ملی تحقیقات علمی و سپس به رصدخانه جنوبی اروپا پیوست. او در رصدخانه جنوبی اروپا بر روی نصب تلسکوپ بسیار بزرگ (VLT)، که در آن زمان بزرگ‌ترین تلسکوپ جهان بود، در صحرای آتاکاما در شمال شیلی کار کرد. او به عنوان ستاره‌شناس در سیستم دانشگاه عمومی فرانسه کار می‌کند. شدید از سال ۲۰۲۱ معاون رئیس اتحادیه بین‌المللی نجوم، بخش G (ستارگان و فیزیک ستاره‌ای) و عضو کمیته راهبری اتحادیه بین‌المللی نجوم بوده است.
شدید اولین مراکشی و همچنین اولین ستاره‌شناس زن فرانسوی شد که به قلب قطب جنوب رسید و اولین کسی بود که پرچم عرب و آفریقا (پرچم مراکش) را در قطب جنوب در سال ۲۰۰۵ نصب کرد، زمانی که اولین سفر اکتشافی قطبی خود را برای راه‌اندازی یک رصدخانه جدید انجام داد. از میان دستاوردهای فراوان او، ارزشمندترین موفقیتش کار در شرایط سخت در قلب قطب جنوب، یکی از مرتفع‌ترین، سردترین، بیابانی‌ترین و دورافتاده‌ترین نقاط جهان بوده است. او به عنوان اولین ستاره‌شناس جهان شناخته می‌شود که متعهد به نصب رصدخانه بزرگ نجومی در قطب جنوب بوده، جایی که او کارهای پیشگامانه‌ای انجام داده است. او در مصاحبه‌ها، نصب رصدخانه را به یک مأموریت فضایی تشبیه کرده است، منطقه‌ای که با لایه نازکی از تلاطم مشخص می‌شود و مشاهده اجرام دور را نسبت به رصدخانه‌های دیگر نقاط جهان آسان‌تر می‌کند. از آنجا که شب برای چندین ماه از سال ادامه دارد، محققان در ایستگاه‌های قطب جنوب این مزیت را دارند که بتوانند ستاره‌ها را به صورت ۲۴ ساعته مطالعه کنند.
شدید با برگزاری سخنرانی‌ها، حضور در کنفرانس‌ها، نظارت بر دانشجویان و مستند نجومی خود به نام «طریق النجاح» که در کانال الجزیره کودکان پخش شده است، به ترویج آموزش می‌پردازد. بیشتر تحقیقات منتشر شده او با هدف درک و رمزگشایی شکل‌گیری اولیه ستارگان و تکامل و تپش ستاره‌ای برای درک جهان انجام شده است.
او توسط مجله فوربس به عنوان یکی از سی کارگر جالب‌ترین و جذاب‌ترین جهان معرفی شده است. مریم شدید از ۳۱ مارس ۲۰۰۱ با ژان ورنین، مدیر تحقیقات مرکز ملی تحقیقات علمی فرانسه ازدواج کرده است؛ آنها دو فرزند دارند.